# 침입종

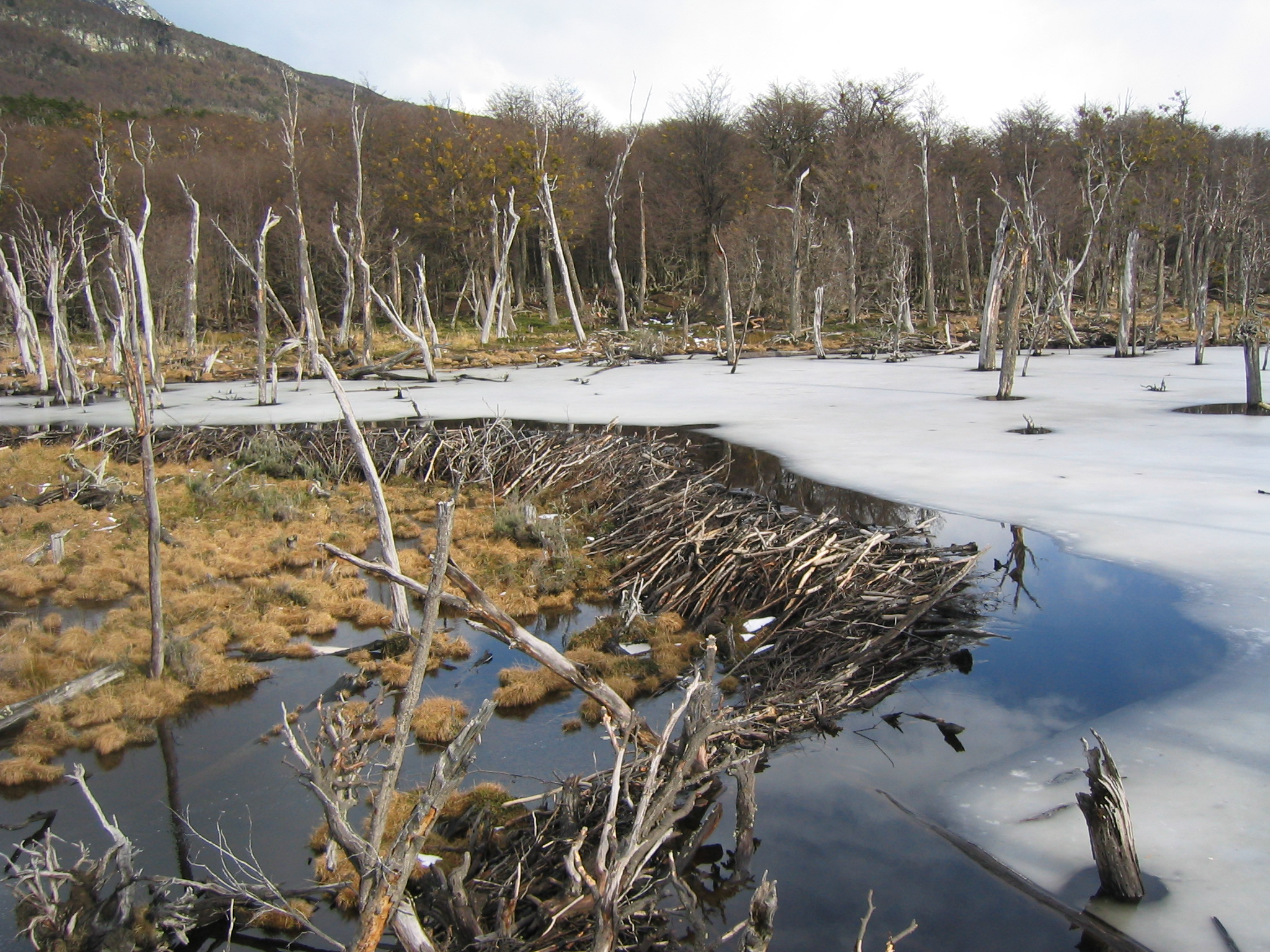
북아메리카의 비버는 티에라델푸에고 제도에서 침입종이다.

침입종(侵入種, invasive species)은 새로운 환경을 안좋게 변화시키는 도입종이다. 도입종은 크게 유익을 주는 종과 해를 주는 종으로 나눌 수 있는데, 그 중 생태지역에 부정적으로 영향을 주어 생태계적, 환경적, 경제적 손해를 끼치는 종을 침입종으로 부른다.
이 용어는 해충 등 인간의 거주지를 침입하는 토착종을 가리키기도 한다. 21세기에 이들은 경제적, 사회적, 환경적 위협의 대상이 되고 있다.
오랫동안 확립된 생태계에 유기체가 침입하는 것은 자연스러운 현상이지만, 인간이 촉진한 도입으로 침입 속도, 규모 및 지리적 범위가 크게 증가했다. 수천 년 동안 인간은 최초의 이주부터 시작하여 발견 시대에 가속화되고 국제 무역을 통해 다시 가속화되는 우발적 및 고의적 분산 에이전트 역할을 해왔다. 침입성 식물종의 주목할만한 예로는 칡덩굴, 안데스 팜파스 그래스, 잉글리쉬 아이비, 일본 장근풀, 노란 스타시슬 등이 있다. 침입성 동물의 예로는 뉴질랜드 진흙달팽이, 일부 물벼룩, 야생 돼지, 유럽 토끼, 회색 다람쥐, 집고양이, 잉어, 흰담비 등이 있다.

## 원인
일반적으로 유입종은 새로운 위치에 침입하기 전에 낮은 개체 밀도에서 생존해야 한다. 개체 밀도가 낮으면 도입된 종이 새로운 위치에서 번식하고 자체를 유지하는 것이 어려울 수 있으므로 종이 정착되기 전에 여러 번 특정 위치에 도달할 수 있다. 항구를 오가는 선박이나 고속도로를 오가는 자동차와 같은 반복적인 인간 이동 패턴은 반복적인 정착 기회를 제공한다. 과학자들은 새로 유입된 종에 침입성을 확립하는 메커니즘에 생태계와 종 요인을 포함시킨다.

## 같이 보기
- 도입종